# 40M Nimród
A 40M Nimród a 38M Toldi I harckocsi módosított alvázára épített 40 mm-es önjáró légvédelmi löveg volt. A svéd Landsverk L–60-as közepes harckocsiból kialakított L–62 „harckocsivadász” licence alapján a MÁVAG gyártotta jelentős módosításokkal. Az L-62 — Nimród család volt az első nagyobb szériában gyártott, eleve légvédelmi járműnek tervezett, harckocsin alapuló páncélos.  

## Kialakítása
A svéd alaptípustól eltérően a torony alakja hátrafelé nyújtott és magasabb lett, így biztosítva helyet még egy fő kezelőnek, mellyel a személyzet 6 főre nőtt (parancsnok, 4 tüzér, harckocsivezető). Eltérően az egyébként rendkívül hasonló, a Toldi alapjául is szolgáló L-60 futóművétől, itt minden oldalon 5-5, az L-60-nál alkalmazottnál kisebb kettős gumiabroncsozású futókereket alkalmaztak. A jobb megfigyelési lehetőségek és a Bofors gépágyú felülről való töltése miatt a jármű tornya nyitott volt.
Fő fegyverzete a 40 mm-es, magyar gyártmányú, 36M. típusú Bofors gépágyú. A gépágyú tervezésekor a legtöbb harckocsit és repülőgépet képes volt leküzdeni. A nagy tűzgyorsaság és a lövedékek kiváló ballisztikája miatt igen magas találati arányt lehetett elérni még gyors vadászgépek ellen is, amennyiben a személyzet megfelelően képzett volt. A 4 cm-es gránát minden korabeli repülőgépet el tudott pusztítani egy-két találattal, így az Il–2 csatarepülőgépet is. A gépágyúhoz 160 db 4 lőszert tartalmazó töltőléc tartozott.
1942-re az új közepes és nehéz páncélosok megjelenésével a gépágyú elégtelenné vált harckocsik elleni harcra. Azonban fontos kiemelni, hogy bár a nehéz harckocsik és a T-34 ellen nem volt hatásos, azonban nagyobb távolságból képes volt leküzdeni a szovjet haderőben ekkor sok ezres számban szolgáló könnyebben páncélozott harcjárműveket (pl. T–70, SZU–76) és a páncélgépkocsikat. Ugyanakkor a Nimród a német Marder II járművekhez hasonlóan magas kialakítású volt, ezért könnyen magára vonta az ellenséges tüzet így csak kivételes esetekben lehetett ellenséges páncélozott járművek ellen hatásosan alkalmazni.
1943 után az új 43M acélmagvas lőszer hadrendbe állításával a Bofors gépágyú elvileg képes volt kilőni kis távolságon a T-34-est a kevésbé védett részein, valamint számos könnyebben páncélozott, a szovjeteknél még hadrendben álló harckocsit (pl. M3) azonban a lőszerből igen kevés készült és alig jutott a csapatoknak. A 4 cm-es páncéltörő ágyúkhoz rendszeresített űrméret feletti kumulatív lövedék a Nimródon is használható volt. Ezzel 180-200m távolságig bármilyen korabeli harckocsit ki tudott lőni, azonban az újratöltés körülményessége miatt ez csak rajtaütésszerű összecsapásokban volt használható. 
A jármű önvédelemre géppisztolyt hordozott, valamit a személyzet minden tagja egy pisztolyt kapott. A Toldikhoz hasonlóan R/5 rádiót hordoztak a torony hátuljában.

## Alkalmazása
A svéd licenc megvétele után, a csapatpróbákon kialakult módosításokat figyelembe véve, 1941 októberében készült el a 46 darabos széria első Nimródja. 
Az 1941-ben megrendelt második, 89 darabos sorozatot már a német Büssing helyett a magyar Ganz VI-II VGT 107 típusú motorral és erősebb magyar torziós rugókkal gyártották. 1942-ben módosították nevét „4 cm 36/40M páncélos gépágyú”-ra. 
A tervek szerint légvédelmi és páncélelhárítási feladatokra szánták, ezért kezdetben páncélos csapatokhoz osztották be. A Donnál vívott harcok bebizonyították, hogy már alkalmatlanok a korszerű harckocsik elleni harcra, ezért 1943-tól csak légvédelmi célokra igyekeztek őket használni. 
A következő alakulatok használták:
- 51. páncélgépágyús zászlóalj  (1. páncéloshadosztály, 4 üteg)
- 52. páncélgépágyús zászlóalj  (2. páncéloshadosztály, 4 üteg)
- 1.lovashadosztály (később 1. huszárhadosztály) 15. kerékpáros zászlóalja bírt 4 járműves üteggel
- gépkocsizó zászlóaljakhoz 1 üteg (6 jármű) rendelve

- A 2. hadsereg a Donnál 4 légvédelmi páncélos üteggel bírt. (1942-42)

A Honvéd Folyami Flottilla Győr, Kecskemét, Debrecen és Szeged őrnaszádjait is el kívánták látni egy-egy Nimród toronnyal légvédelmi célokból, ez azonban a háború végéig csak részben valósult meg, így a hajók egy része német 20 mm-es légvédelmi gépágyút kapott 1944 során.
A Nimródok kiválóan beváltak légvédelmi feladatokra és végig harcolták a háborút. Sikeresen oltalmazták a magyar páncélos és gépkocsizó alakulatokat nem csak az ellenséges csatarepülőgépek ellen, de közepes magasságban támadó ellenséges bombázókat is képesek voltak leküzdeni, ezzel számos honvéd életét megmentve. 
Egy Nimród a háború végén a Budai várban maradt, a Hadtörténeti Múzeumhoz tartozik.

## Típusváltozatok
- L-62 - svéd alapváltozat

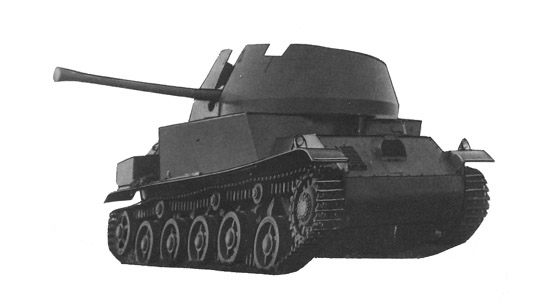
Az L–62 alapváltozat

- 36/40M Nimród – Magyarországon gyártott modell
- 43M Lehel – Páncélozott utász- és sebesültszállító jármű
- Szebenyi páncélvadász - Továbbfejlesztett 43m Lehel 80 mm-es légvédelmi ágyúval, csak tervszinten létezett.
- Luftvärnskanonvagn fm/43 - az L-62 bázisán kialakított, jelentősen továbbfejlesztett légvédelmi páncélos dupla 40 mm-es gépágyúval, 1969-ig állt szolgálatban [1]

## Műszaki adatai
- Motor: 114 kW-os (155 LE) nyolchengeres Büssing-motor
- Sebesség: műúton 50 km/h
- Árokáthidaló képesség: 2,2 m
- Mászóképesség: 35–40°
- Személyzet: 1 vezető, 2 irányzó, 2 töltő, 1 parancsnok-megfigyelő
- Kormányzás: kormánykerék
- Löveg: 4 cm-es Bofors gépágyú (tűzgyorsasága 160 lövés/perc)
- Hatásos lőtávolság: 4500 m
- Maximális lőtávolság: 8500 m

## Galéria

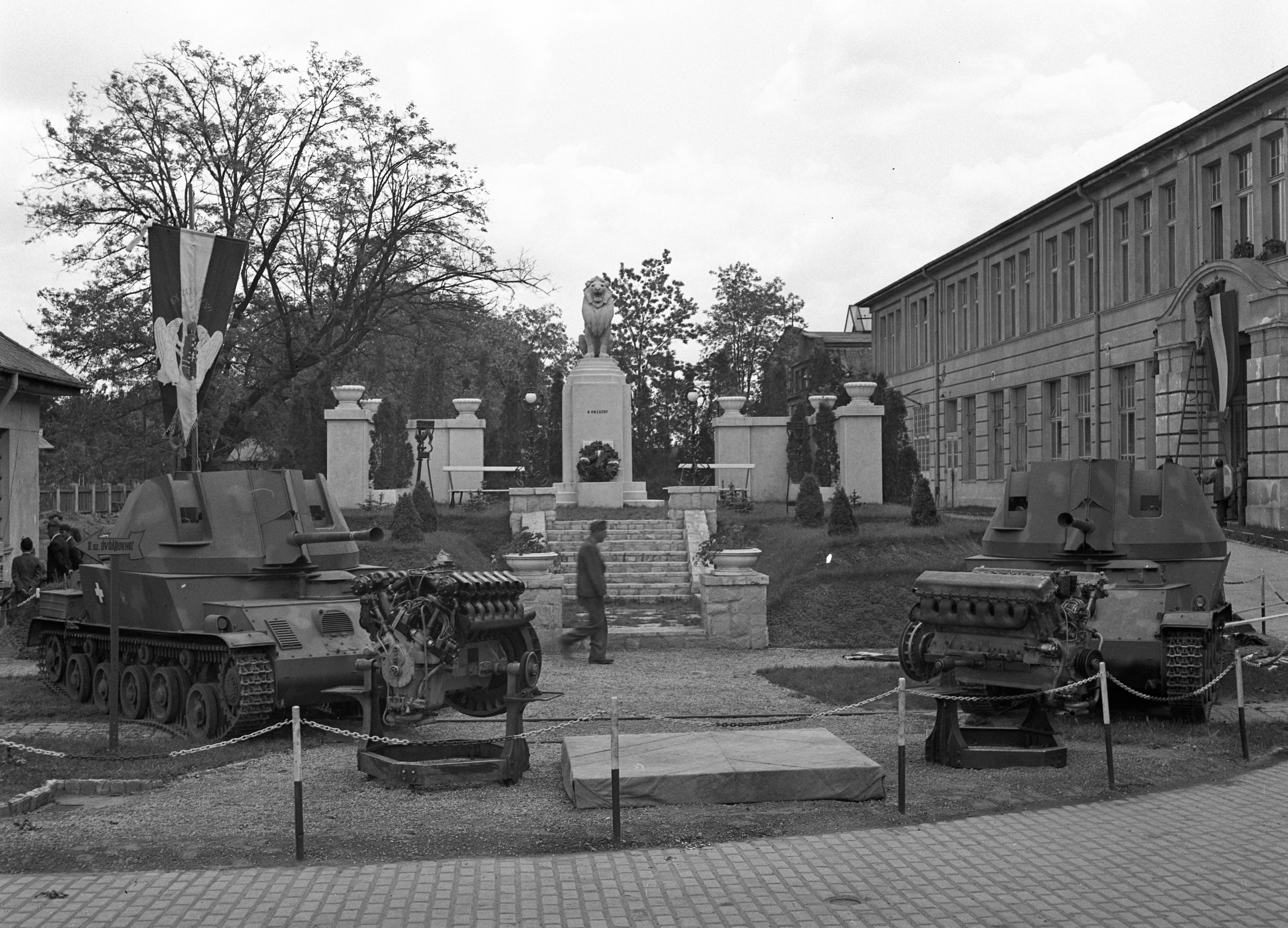
Nimródok egy katonai bemutatón. Budapest, Mátyásföld 1943
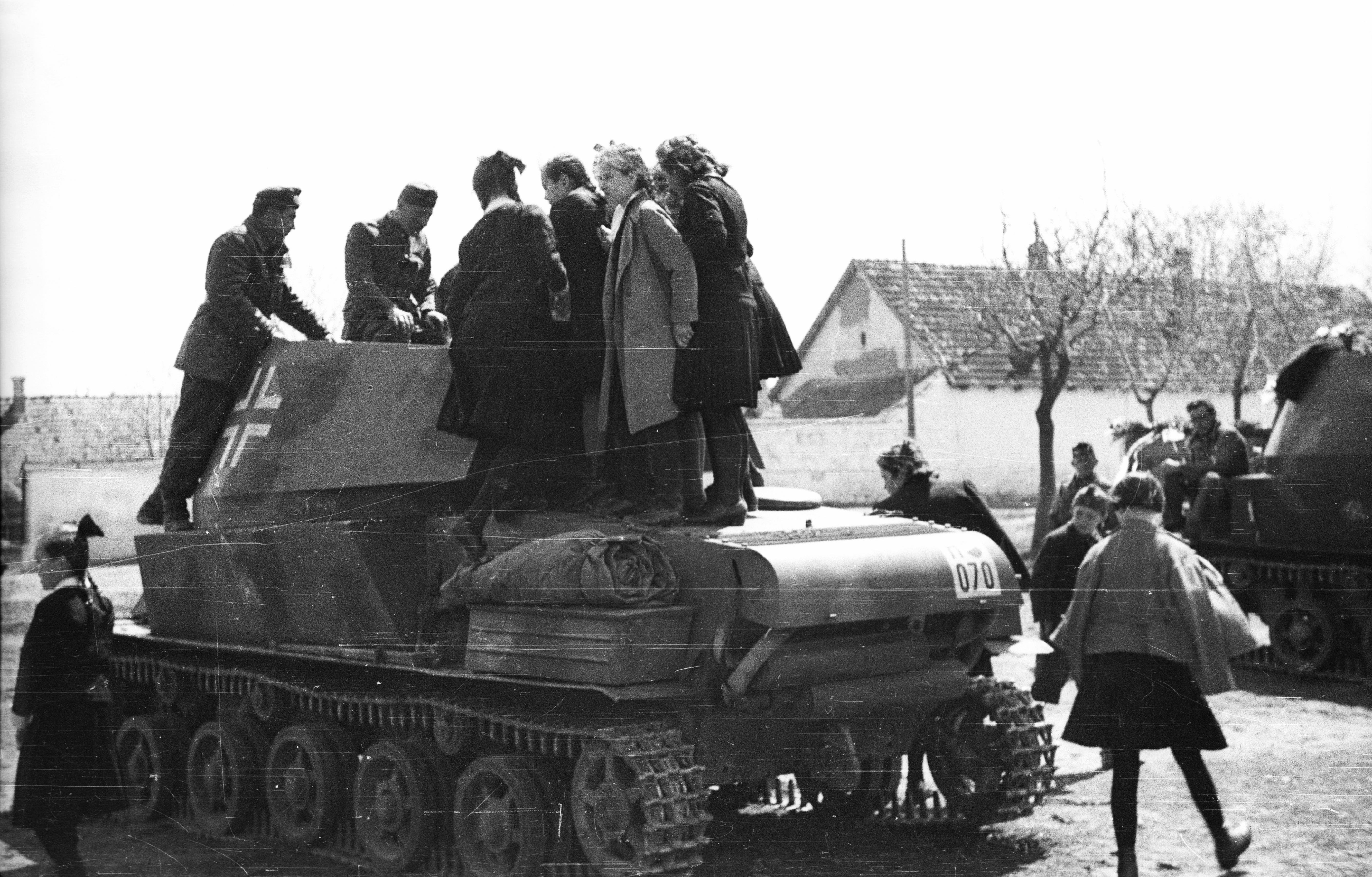
40M Nimród Zsámbékon.
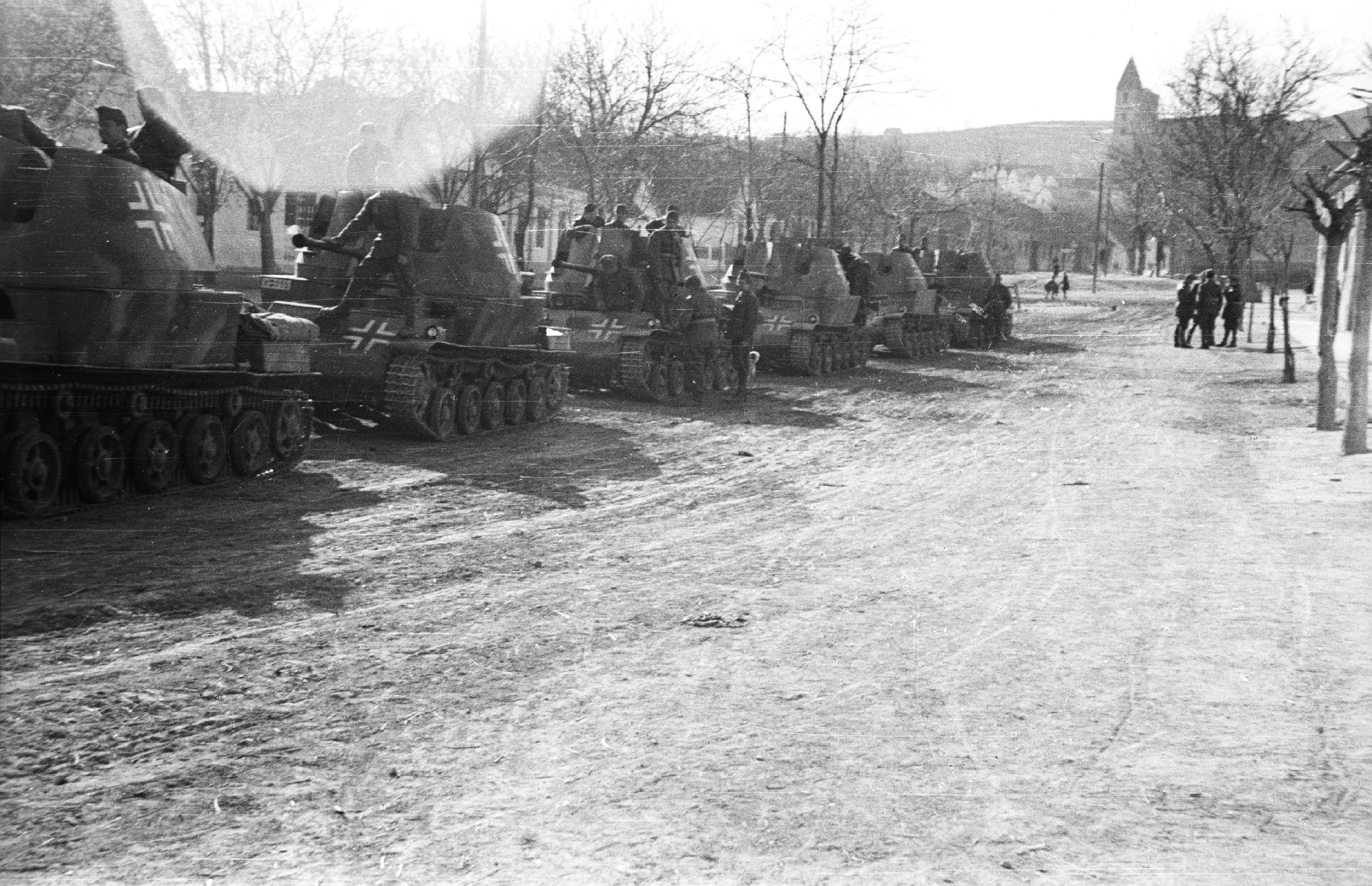
40M Nimród önjáró légvédelmi gépágyúk menetoszlopban Zsámbék közelében. Háttérben a Premontrei kolostor (Zsámbék) látható.
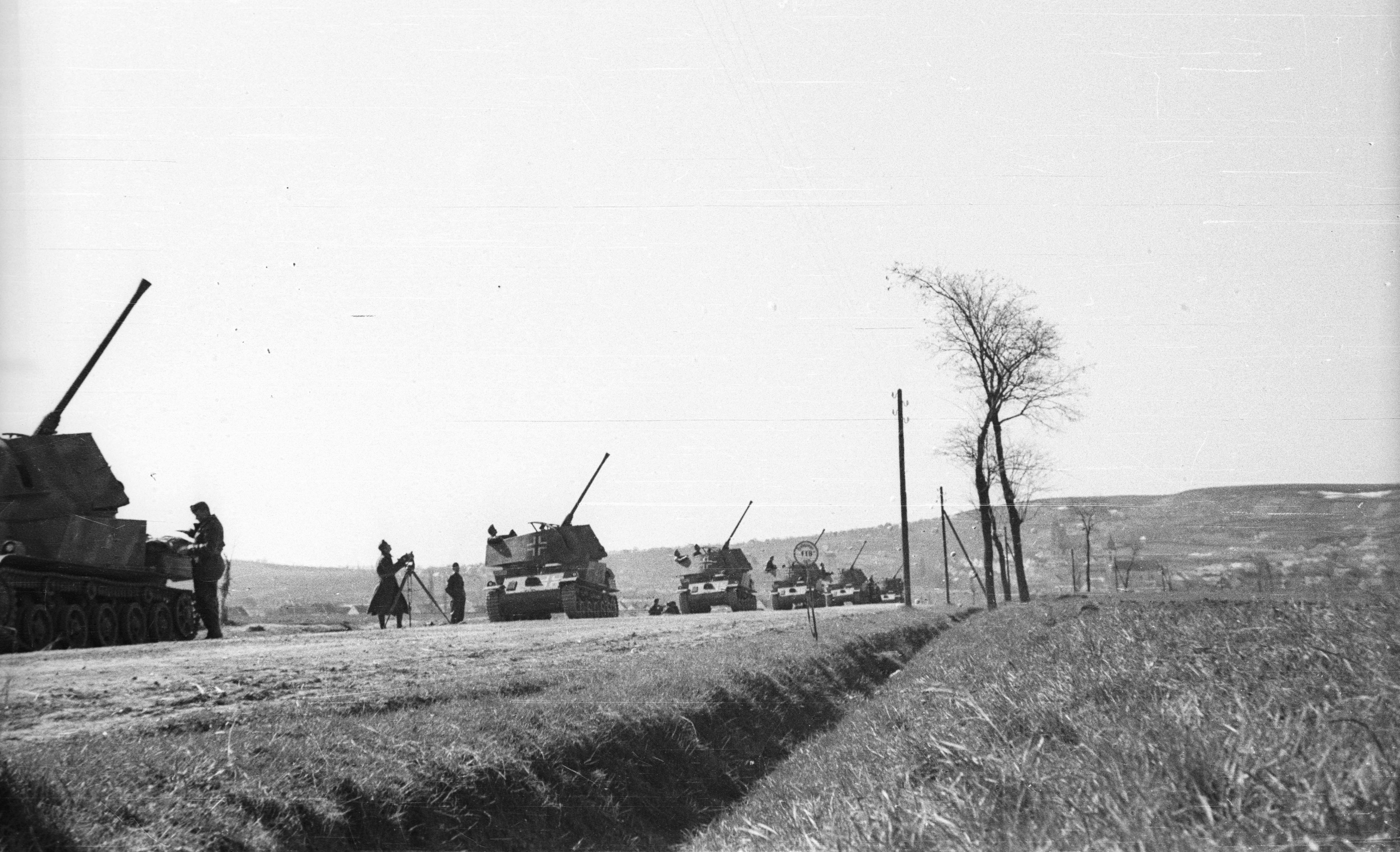
40M Nimród Zsámbék határában.
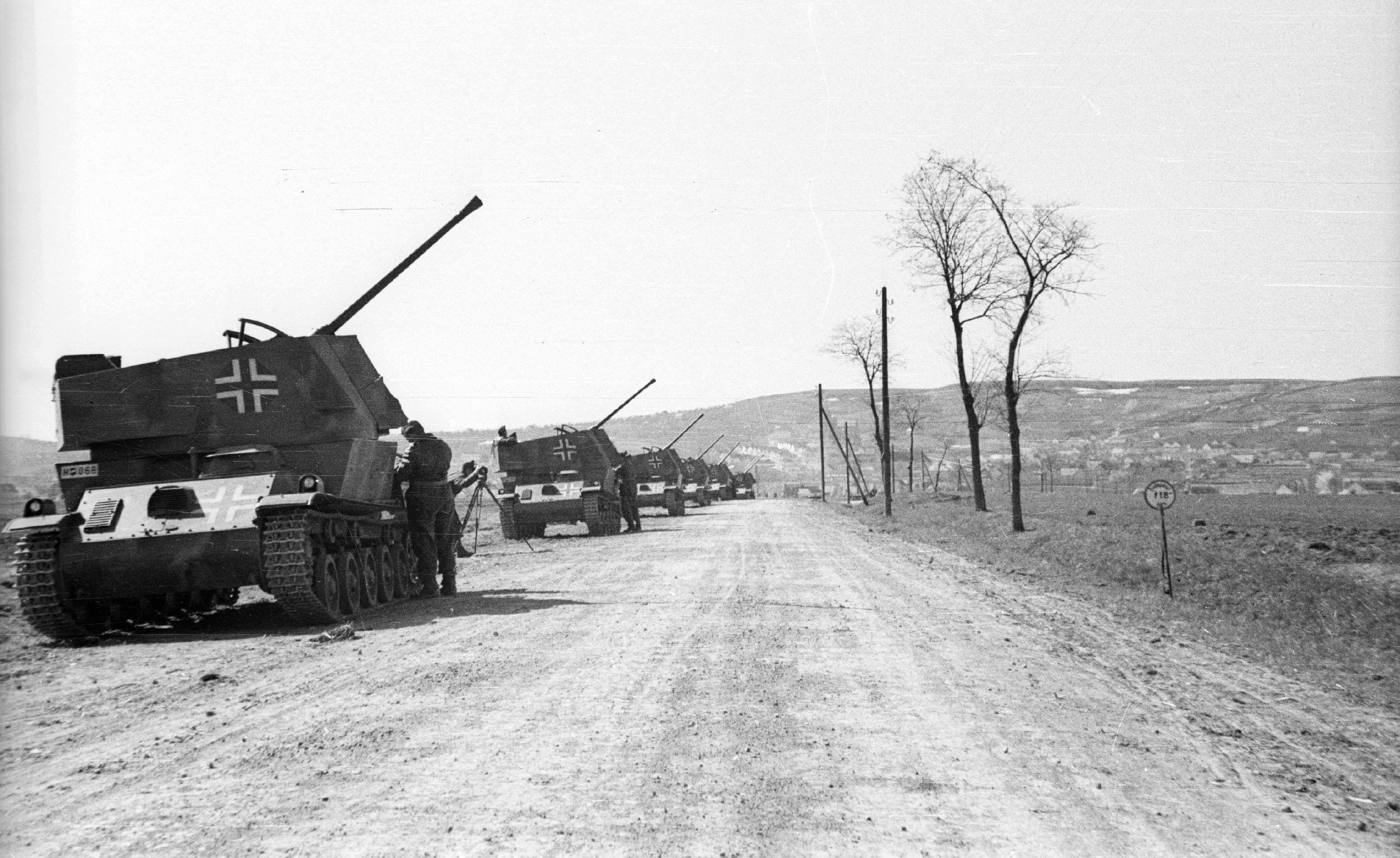
40M Nimród légvédelmi gépágyú készenlétben a Zsámbék Páty út mentén.

## Lásd még
- Flakpanzer IV Möbelwagen
- Luftvärnskanonvagn L–62 Anti II
- Flakpanzer IV Ostwind